# Миляновичі
Миляно́вичі — село в Україні, у Луківській селищній громаді Ковельського району Волинської області. Населення становить 306 осіб.

## Історія
В 1564—1583 роках село було резиденцією князя Андрія Курбського.
В кінці XIX століття містечко Старокошарської волості Ковельського повіту Волинської губернії. Відстань від повітового міста 19 км. Дворів 156, мешканців 322.
Після ліквідації Турійського району 19 липня 2020 року село увійшло до Ковельського району.

## Населення
Згідно з переписом УРСР 1989 року чисельність наявного населення села становила 396 осіб, з яких 172 чоловіки та 224 жінки.
За переписом населення України 2001 року в селі мешкало 305 осіб.

### Мова
Розподіл населення за рідною мовою за даними перепису 2001 року:
| Мова       | Відсоток |
| ---------- | -------- |
| українська | 99,67 %  |
| російська  | 0,33 %   |